# Jakow Murej
Jakow Isaakowicz Murej, ros. Яков Исаакович Мурей (ur. 2 sierpnia 1941 w Moskwie) – izraelski szachista pochodzenia rosyjskiego, w latach 1987–1994 reprezentant Francji, arcymistrz od 1987 roku.

## Kariera szachowa
Do 1976 roku, w którym wyemigrował do Izraela, występował wyłącznie w turniejach organizowanych w Związku Radzieckim, największe sukcesy odnosząc w latach 1966 (Moskwa, dz. I m, wspólnie z Aleksandrem Nikitinem) i 1967 (Charków, udział w finale indywidualnych mistrzostw ZSRR, w których zajął 50. miejsce w stawce 126 uczestników). Pomimo braku spektakularnych osiągnięć posiadał opinię jednego z najlepszych teoretyków, a z jego artykułów i analiz korzystały najbardziej prestiżowe radzieckie periodyki szachowe.
Po wyjeździe do Izraela szybko dołączył do zespołu Wiktora Korcznoja i był jego sekundantem podczas minimalnie przegranego meczu o mistrzostwo świata z Anatolijem Karpowem w Baguio (1978). W niedługim czasie awansował do szerokiej czołówki izraelskich szachistów, trzykrotnie (1980, 1982, 1984) reprezentując barwy tego kraju na szachowych olimpiadach, na których zdobył 17½ pkt w 31 partiach. W 1982 roku osiągnął jeden z największych sukcesów w karierze, zajmując II miejsce (za Larsem Karlssonem) w turnieju strefowym w Randers i zdobywając awans do kolejnego etapu walki o tytuł mistrza świata, turnieju międzystrefowego. W 1982 roku rozegrano trzy turnieje międzystrefowe, w tym jeden w Moskwie. Murej, będąc emigrantem, nie miał szans otrzymania od władz radzieckich wizy turystycznej, dlatego aby spotkać się ze swoją rodziną, wystąpił do FIDE z prośbą o umożliwienie startu właśnie w tym turnieju. Międzynarodowa Federacja Szachowa prośbę tę spełniła (pomimo protestów federacji radzieckiej) i izraelski zawodnik został pierwszym w historii szachistą-emigrantem, który ponownie wystąpił w Związku Radzieckim. Ostatecznie w turnieju międzystrefowym Murej zajął VII miejsce.
W kolejnych latach osiągnął szereg znaczących wyników w turniejach międzynarodowych, m.in. w: Brighton (1982, dz. I m. wspólnie z Gudmundurem Sigurjonssonem i Dmitrijem Gurewiczem), Hastings (1982/83, dz. III m. za Rafaelem Waganianem i Vlatko Kovaceviciem, wspólnie z Lubomirem Ftaćnikiem), Netanji (1983, dz. III m. za Miguelem Quinterosem i Shimonem Kaganem, wspólnie z Lwem Gutmanem), Amsterdamie (1986, turniej OHRA-B, dz. II m. za Alonso Zapatą, wspólnie z Janem Smejkalem i Jefimem Gellerem), Sewilli (1987, I m.), Marsylii (1987, II m. za Rafaelem Waganianem), Paryżu (1988, II m. za Lwem Gutmanem), Royan (1988, dz. II za Wiktorem Korcznojem, wspólnie z Zsuzsą Polgar), Podolsku (1991, I m.), Winnipeg (1997, dz. III m. za Julianem Hodgsonem i Kevinem Spraggettem, wspólnie z Lwem Psachisem, Hannesem Stefanssonem, Johannem Hjartarsonem, Aleksandrem Szabałowem i Reynaldo Verą), Saint-Quentin (1998, I m.), Montauban (2000, dz. I m. wspólnie z Cyrilem Marcelinem i Jean-Lukiem Chabanonem), Dieren (2000, dz. II m. za Siemionem Dwojrisem), Évry (2002, I m.), dz. II m. w Seefeld (2002, za Ilija Balinowem), Dieppe (2003, dz. I m. wspólnie z Andriejem Szczekaczewem) oraz w Paryżu (2007, dz. II m. za Krumem Georgiewem, wspólnie z Namigiem Guliewem).
Jest wielokrotnym medalistą rozgrywek o mistrzostwo Europy „seniorów” (zawodników powyżej 60. roku życia): w roku 2001 zwyciężył w turnieju rozegranym w Saint-Vincent, w swojej kolekcji posiada również medal srebrny (2003) oraz trzy brązowe (2002, 2005, 2007).
Najwyższy ranking w karierze osiągnął 1 stycznia 1989 r., z wynikiem 2560 punktów dzielił wówczas 51-54. miejsce na światowej liście FIDE, jednocześnie zajmując 1. miejsce wśród izraelskich szachistów.